# Viteză unghiulară medie reală
În fizică, viteza unghiulară medie reală este viteza unghiulară a unei mișcări circulare uniforme care descrie același unghi la centru corespunzător unei perioade ca și mișcarea reală neuniformă. Dacă {\displaystyle \scriptstyle \omega } este viteza unghiulară reală și {\displaystyle \scriptstyle T} este perioada, atunci viteza unghiulară medie reală se calculează cu ajutorul formulei:
| {\displaystyle \omega _{medr}={\frac {\int _{0}^{T}\omega (t)dt}{T}}} |

Are aplicații referitoare la orbitele corpurilor cosmice.

## Relatii de calcul
{\displaystyle n={\sqrt {\frac {G(M\!+\!m)}{a^{3}}}}\,\!}